# Успенская церковь при рудниках Богодуховой балки
Успенская церковь (Успенско-Никольский храм) — бывший православный храм в Богодуховой балке Области Войска Донского, ныне территория города Донецка.

## История
В выпуске «Донских епархиальных ведомостей» за 1896 год было помещено объявление: «Указом Святейшего Синода от 2 ноября 1896 года, за № 5562, открыт самостоятельный приход при церкви на балке Богодуховой, Новопавловского благочиния, с причтом из священника и псаломщика». Средства для строительства храма были выделены Алексеевским горнопромышленным обществом, Чулковской компанией и горным инженером подполковником Даниловым.
Рудники Богодуховской балки относились к Макеевской волости, в которой было создано Макеевское благочиние Донской епархии. Успенский храм относился к этому благочинию. Пятикупольная церковь и колокольня были деревянными, крытые листовым железом, на каменном фундаменте. В церкви было три престола (придела): главный — во имя Успения Пресвятой Богородицы, южный — во имя Святителя и чудотворца Николая и северный — во имя Святой Троицы.
В ноябре 1896 года священник церкви села Святогоровка Бахмутского уезда Екатеринославской губернии — Александр Александрович Матвеевский перешёл служить в Успенскую церковь при Богодуховской балке, позже к нему присоединился псаломщик церкви слободы Степановки-Кутейниковой Таганрогского округа Области Войска Донского — Александр Моисеев.
Успенская церковь владела 15 десятинами пахотной земли и церковным домом; церковный причт на 1911 год состоял из трех священников и трех псаломщиков. К этому времени церкви принадлежали дома для двух священников и двух псаломщиков (были выстроены в церковной ограде), здание приходской школы и церковная сторожка.
28 июня 1914 года викарий Донской епархии епископ Гермоген посетил Макеевское благочиние и в Успенской церкви он совершил литургию.
После Октябрьской революции, в 1929 году, Успенскую церковь закрыли. До настоящего времени не сохранилась. Ныне в Буденновском районе города Донецка существует возрожденный Свято-Успенский храм, находящийся по адресу: 83030, Донецк, ул. Балаклеевская, 1.